# Luis de Góngora y Argote

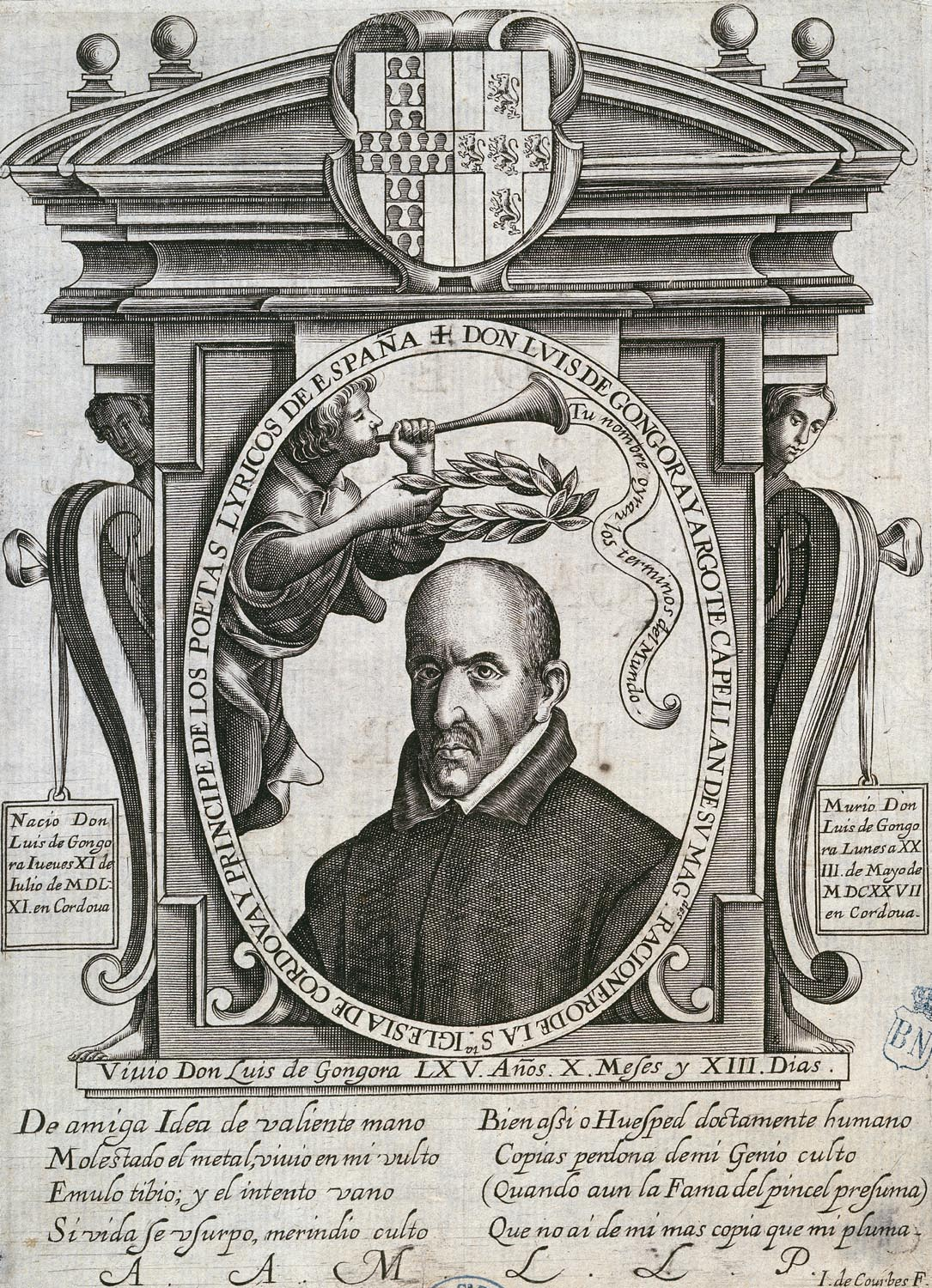
Luis de Góngora y Argote

Luis de Góngora y Argote (11. července 1561 Córdoba – 23. května 1627 tamtéž) byl španělský básník, dramatik a kněz, vrcholný představitel období Siglo de Oro („zlatý věk“), vůdčí postava literárního směru známého jako kulteranismus, později též góngorismus. Jeho nejznámějšími díly jsou čtyřdílná alegorická poéma Samoty a veršovaná Báje o Ákidovi a Galatei.

## Život
Luis byl synem právníka dona Francisca de Argote a vznešené paní Leonor de Góngora. Studoval práva v Salamance a vstoupil do mnišského řádu. Pro náklonnost ke kartám, hazardním hrám a corridě mu však byla roku 1588 udělena biskupská upomínka. Vrátil se do rodné Córdoby, odkud později vycestoval do Galicie, Navarry a obou Kastilií. V té době už psal sonety, romance a satiry.
Po dalším návratu do Córdoby roku 1609 sílí barokní napětí jeho veršů. Mezi lety 1610–1611 píše skladbu Oda a la toma de Larache a roku 1613 svého Polyféma, skladbu psanou ve stancích, jež parafrázuje jednu z pasáží Ovidiových Proměn (Kniha XIII); šlo o oblíbené téma, jež zpracovával také Góngorův současník Luis Carrillo y Sotomayor. Ještě téhož roku zveřejňuje u královského dvora svou ambiciózní, avšak nedokončenou skladbu: Samoty. Jejich rozšíření vyvolalo velkou polemiku o temnosti a afektovanosti Góngorova stylu a přineslo mu řadů následovníků (a epigonů), kteří jsou proto někdy označováni jako culteranos (kultisté či kulteranisté — Salvador Jacinto Polo de Medina, Hortensio Félix Paravicino, Francisco de Trillo y Figueroa, Gabriel Bocángel, sestra Juana Inés de la Cruz, Pedro Soto de Rojas, Miguel Colodrero de Villalobos); získal ovšem i řadu odpůrců, a to i ze strany konceptistů, jako byl Francisco de Quevedo, či autorů jako Lope de Vega nebo Lupercio y Bartolomé Leonardo de Argensola. Góngorova sláva a prestiž se rychle rozšířila, zvláště poté, co jej Filip III. Španělský jmenoval dvorním kaplanem. Na dvoře žil až do roku 1626, ovšem za neustálých finančních problémů, neboť bylo velmi obtížné najít stálého mecenáše. Zároveň u něho propuklo kornatění tepen. O rok později, kdy ztratil paměť, odebral se naposled do rodné Córdoby, kde zemřel v naprosté chudobě.

## Dílo
Přestože Góngora svá díla oficiálně nevydal (v roce 1623 se o to ovšem neúspěšně pokusil), kolovaly jeho verše z ruky do ruky v rukopisných kopiích a následně se objevovaly v různých zpěvnících a antologiích, ať již se svolením autorovým, či bez něj. Během let vzniklo přesvědčení, že nejvíce relevantním (autorizovaným) rukopisem je tzv. Chacónův manuskript, jehož autorem byl Antonio Chacón a adresátem kníže Gaspar de Guzmán y Pimentel a jenž obsahuje vysvětlivky samého Góngory a chronologii jednotlivých básní; protože je však věnován takto vznešené osobě, zříká se dílek satirických a lascivních. V roce Góngorovy smrti pak Juan López Vicuña publikoval soubor Obras en verso del Homero español, jenž je rovněž pokládán za důvěryhodný zdroj k ustavení góngorovského korpusu; roku 1633 byl však zabaven inkvizicí. Přes relativně obtížnou dostupnost Gógorových spisů se jim však dostalo cti být komentovány předními dobovými autory (Salazar Mardones, Pedro de Valencia a další).

### Skladby
Góngorova poesie bývá rozdělována do dvou „bloků“. Zatímco v mládí složil množství romancí, letrillas a sonetů v barokně-konceptistním duchu, druhé období „velkých skladeb“ (poemas mayores) je již plně v intencích metaforami a aluzemi obtěžkaného, ornamentálního kulteranismu.

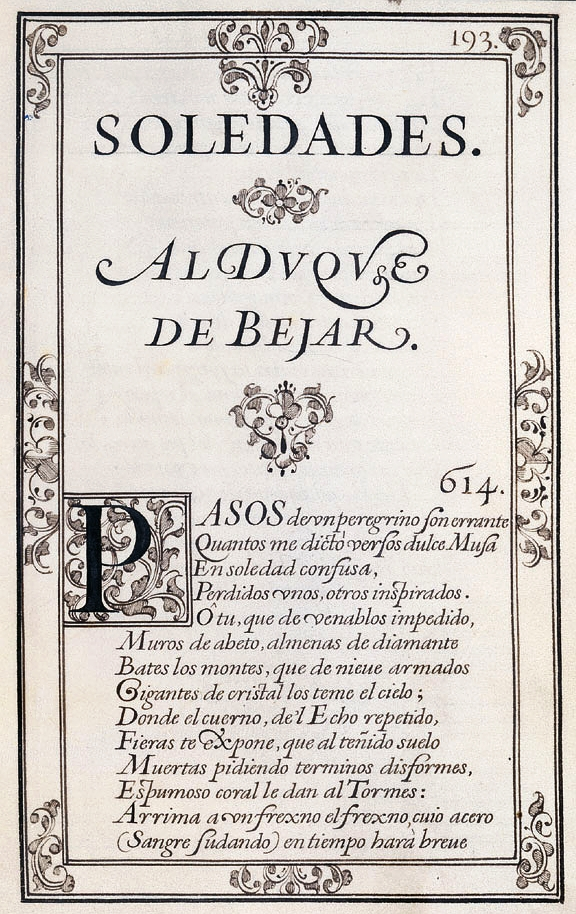
Titulní list Samot (Chacónský manuskript)

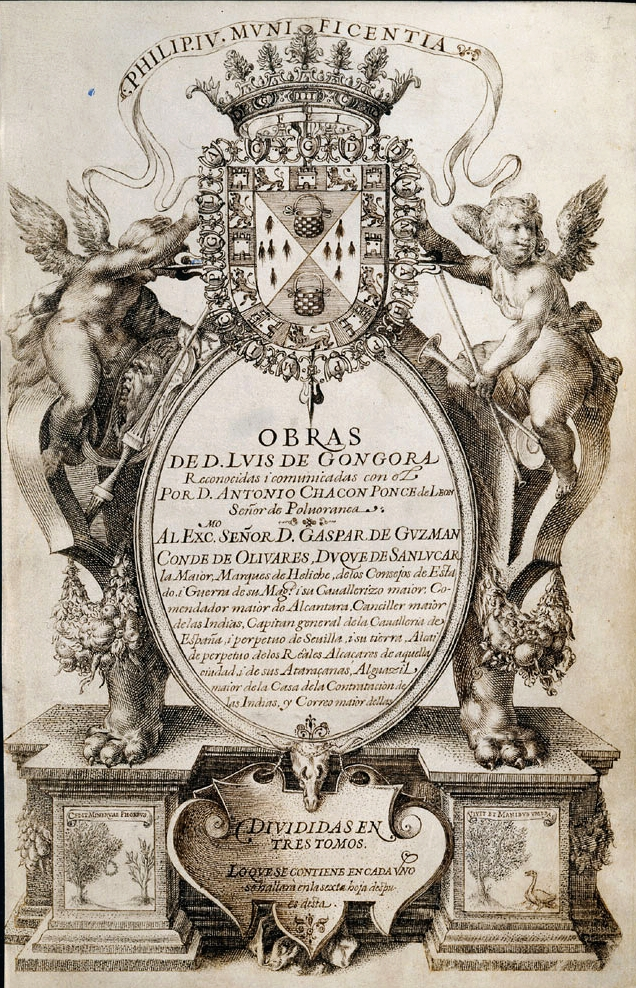
Titulní list Chacónského manuskriptu

### Samoty
Samoty (Soledades) jsou poměrně rozsáhlou básnickou skladbou v silvách. Jsou rozděleny do čtyřech částí, z nichž každá alegoricky odpovídá jednomu věku lidského života a jednomu ročnímu období; nazývají se Soledad de los campos (Samota polí), Soledad de las riberas (Samota břehů), Soledad de las selvas (Samota hvozdů) a Soledad del yermo (Samota pouště). Góngora však dokončil kromě věnování knížeti z Béjaru jen dvě první, přičemž posledních 43 veršů druhé z nich bylo připojeno až po několika letech.
Syžet první samoty se nepodřizuje zavedeným mytologickým látkám, přestože se jednou z nich inspiruje, a to tou epizodou z Odysseje, v níž vystupuje Nausikaa: mladík, jenž ztroskotal na moři, přijíždí k pobřeží, kde se ho ujímají pastevci. To je však pouze úvodem k „zběsilosti popisu“ okolní krajiny, v jejíž invenčnosti je také spatřována hlavní hodnota skladby – přestože v poslední době především někteří opět vyzdvihují i její narativní stránku. Góngora představuje arkadskou krajinu a přírodu, kde je všechno plné divů a kde člověk nalézá štěstí v bohatství vjemů; inspirován epikureismem Góngora zobrazuje nejenom duševní hnutí, ale i pocity těla, přičemž vykazuje z básně pryč vše zlé a nepříjemné.
Samoty vyvolaly veliké spory svou estetickou smělostí a temností „hyperkultsimu“; nechvalně se o nich vyjádřil i Francisco de Quevedo, Lope de Vega, Conde de Salinas či Juan de Jáuregui, který přímo proti nim složil Antídoto contra las Soledades a Ejemplar poético. Našly si ovšem i své zastánce a pokračovatele: jsou mezi nimi Francisco Fernández de Córdoba, Conde de Villamediana, Gabriel Bocángel, Miguel Colodrero de Villalobos, za Atlantikem pak Juan de Espinosa Medrano a mexická sestra Juana Inés de la Cruz. Samoty obohatily španělskou lyriku o mnoho novotvarů, z nichž některé se posléze ujaly i v běžné španělštině, a o nové výrazové prostředky, uvolnivše syntax až na hranici srozumitelnosti.
Obtížná srozumitelnost a zároveň jedinečnost Samot dala vzniknout tradici komentářů, a to již v 17. století. Mezi významné autory komentářů patří José García de Salcedo Coronel, autor třídílné komentované edice (1629–1648), José Pellicer de Ossau či Cristóbal de Salazar Mardones. V 18. a 19. století, kdy bylo na baroko zpětně pohlíženo jako na temný věk nikoliv vybraného vkusu, upadla Góngorova díla (zejména jeho druhého, plně barokního období) téměř do zapomnění. O to větší pozornosti a slávy se mu dostalo po první světové válce, kdy v celou Evropou prošla vlna obnoveného zájmu o baroko. Nejvýznamnější španělské meziválečné literární hnutí – Generace 27 – svým názvem připomíná třísté výročí Góngorovy smrti. Obdiv se stupňoval až k pokusům o dokončení Samot; jeden z nich podnikl Rafael Alberti (Soledad tercera). Dámaso Alonso napsal prozaický převod Samot, který doprovází dílo i v českém překladu.

### Drama
Luis de Góngora složil také tři dramatické kusy: Las firmezas de Isabela (1613), La Comedia venatoria a El doctor Carlino, z nichž poslední zůstala nedokončena a později ji přepracoval Antonio de Solís.